# 什馬托韋
50°57′54″N 33°52′18″E / 50.96500°N 33.87167°E
什馬托韋（羅馬化：Shmatove）是位於烏克蘭東北部的村莊，由蘇梅州羅姆內區的內德里海利夫市鎮負責管轄。該村處於比日河畔，分別距離馬茲內0.5公里、拉夫羅韋和奧澤爾涅1公里和比日2公里，海拔高度174米，2001年人口20。